# Вейвот (спутник)
Вейвот (полностью (50000) Квавар I Вейвот) — спутник транснептунового объекта (50000) Квавар. Был открыт на снимках, сделанных телескопом «Хаббл» 14 февраля 2006 года; открытие было опубликовано 22 февраля 2007 года в циркуляре Международного астрономического союза. Во время обнаружения спутник находился на расстоянии 0,35 угловых секунд от Квавара и был на 5,6m слабее него. Его орбита имеет большую полуось около 14 500 км и эксцентриситет около 0,14. Предполагая, что его альбедо и плотность такие же, как у главного тела, учёные оценили его диаметр примерно в 1:12 диаметра Квавара (около 74 км), а массу — в 1:2000 массы Квавара. Кроме того, открытие спутника позволило определить суммарную массу обоих тел.
Значительная вытянутость орбиты Вейвота и необычно высокая плотность Квавара могут быть следствием их образования при касательном столкновении прото-Квавара с более массивным телом. При этом прото-Квавар потерял свою ледяную мантию, сохранив лишь плотное ядро, а из выбросов от удара сформировался спутник.

## Название
После открытия Вейвот получил временное обозначение S/2006 (50000) 1. Выбрать для него название Браун попросил индейцев племени тонгва, которые предложили имя бога неба Вейвота, сына Квавара. Это название было официально опубликовано 4 октября 2009 года в Циркуляре малых планет № 67220.